# Энвонву, Бенедикт
Одинигве Бенедикт Чуквукадибийя Бонавентура Энвонву (более известен как Бенедикт или Бен Энвонву; 14 июля 1917 или 1921, Онича — 5 февраля 1994) — нигерийский художник и скульптор, один из крупнейших деятелей африканского искусства XX века.

## Биография
Родился в восточной Нигерии (в то время, как и вся страна, являвшейся британским владением) в богатой и уважаемой семье, по национальности был игбо. Его отец работал техником в Royal Niger Company, являясь одновременно членом совета местных вождей и имея репутацию талантливого скульптора и резчика по дереву, мать происходила из семьи зажиточного торговца тканями. 
С 1934 по 1937 год изучал искусство в колледжах в городах Ибадан и Умуахия. Первая выставка его произведений состоялась в 1937 году в Лондоне. С 1940 по 1943 год учительствовал в нигерийских школах. В 1944 году отправился на учёбу в Великобританию, где несколько месяцев учился в Голдсмитском колледже, а с 1944 по 1946 год — в Раскинском колледже в Оксфорде. С 1946 по 1948 год совершенствовался там же в школе изящных искусств Слейда и в Асмолеанском колледже. В 1948 году он получил диплом в области искусств с отдельным отличием по скульптуре, спустя год — степень магистра искусств в области социальной антропологии от Университетского колледжа в Лондоне. В 1969 году был удостоен докторской степени. В 1950-е годы был в основном свободным художником, вернувшись в Нигерию, совершал частые поездки за рубеж, некоторое время был профессором в колледже в Умуахие. С 1966 по 1968 год был преподавателем в Лагосском университете, с 1968 по 1971 год работал в Министерстве культуры Нигерии, с 1971 по 1975 год состоял профессором в Университете Ифы.
Творчество Энвонву представлено как реалистическими, так и фантастическими пейзажами и скульптурами, во многих из которых сочетаются традиции европейского искусства и приёмы народого творчества игбо. К числу наиболее известных его произведений относится серия картин «Африканские танцы», резная скульптура «Голова девушки», многочисленные настенные росписи в зданиях Лагоса. В честь Энвонву назван кратер на Меркурии.